# Katovice
Katovice är en köping i Tjeckien.   Den ligger i regionen Södra Böhmen, i den sydvästra delen av landet, 100 km söder om huvudstaden Prag. Katovice ligger 409 meter över havet och antalet invånare är 1 279.
Terrängen runt Katovice är platt åt nordost, men åt sydväst är den kuperad. Katovice ligger nere i en dal. Runt Katovice är det ganska tätbefolkat, med 75 invånare per kvadratkilometer. Närmaste större samhälle är Strakonice, 5,4 km öster om Katovice. Trakten runt Katovice består till största delen av jordbruksmark.